# Hotsonpaardenspringmuis
De hotsonpaardenspringmuis (Scarturus hotsoni)  is een zoogdier uit de familie van de jerboa's (Dipodidae). De wetenschappelijke naam van de soort werd voor het eerst geldig gepubliceerd door Thomas in 1920.